# شهرستان دنتون (تگزاس)
شهرستان دنتون در ایالت تگزاس آمریکا قرار دارد. بر اساس آمار سال ۲۰۱۰، جمعیت آن برابر است با ۶۶۲.۶۱۴ نفر.